# Grieta

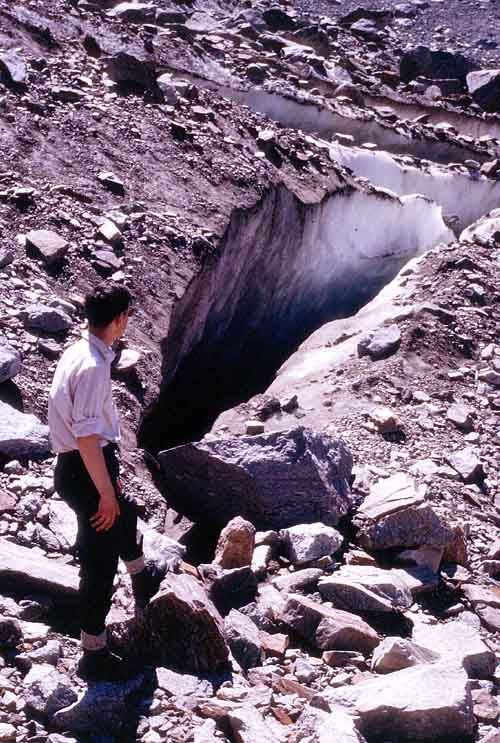
Grieta en un glaciar de Suiza.

Una grieta es una abertura larga y estrecha producto de la separación de dos materiales. En geología se pueden distinguir dos tipos comunes de grietas: las grietas de contracción y las grietas en cuña. 
Las grietas de contracción son fisuras relativamente anchas respecto a su longitud, que se abren al contraerse el suelo o una roca. Su formación constituye un fenómeno característico de los suelos arcillosos que, al desecarse, forman una red poligonal de esas grietas de retracción. Ciertas capas del subsuelo conservan la huella de grietas que una vez abiertas se llenaron de arena, lo cual impidió que la humedad ulterior volviera a cerrarlas.
Por su parte, las grietas de cuña son verticales, producidas mayormente en las regiones frías del globo formadas tras la congelación rápida del suelo. Miden uno o varios decímetros de anchura (excepcionalmente metros), uno o varios metros de largo y hasta 10 m de profundidad. Estas cavidades acaban por rellenarse con los derrubios provocados por la acción del hielo y el deshielo. 
En los glaciares, las grietas suelen llamarse con el término francés crevasses, y es común que se formen cuando el hielo se halla sometido a esfuerzos de tracción que superan su plasticidad.